# Superior (Wisconsin)
Pour les articles homonymes, voir Superior.
La ville de Superior est le siège du comté de Douglas, dans l'État du Wisconsin, aux États-Unis. Lors du recensement de 2010, elle comptait 27 244 habitants.

## Histoire
Superior a été incorporée le 6 septembre 1854.

## Géographie
Superior se trouve à l'extrémité ouest du Lac Supérieur. La ville est reliée par deux ponts à l'état du Minnesota.

## Démographie
| Groupe            | Superior | Wisconsin | États-Unis |
| ----------------- | -------- | --------- | ---------- |
| Blancs            | 91,5     | 86,2      | 72,4       |
| Métis             | 3,1      | 1,8       | 2,9        |
| Amérindiens       | 2,6      | 1,0       | 0,9        |
| Afro-Américains   | 1,4      | 6,3       | 12,6       |
| Asiatiques        | 1,2      | 2,3       | 4,8        |
| Autres            | 0,3      | 2,4       | 6,2        |
| Total             | 100      | 100       | 100        |
|                   |          |           |            |
| Latino-Américains | 1,4      | 5,9       | 16,7       |

Selon l’American Community Survey, pour la période 2011-2015, 96,20 % de la population âgée de plus de 5 ans déclare parler anglais à la maison, alors que 0,99 % déclare parler l'espagnol, 0,74 % l'allemand, 0,40 le hmong et 1,67 % une autre langue.